# Mohos
Mohos (1899-ig Poruba, szlovákul Poruba) község Szlovákiában, a Trencséni kerületben, a Privigyei járásban.

## Fekvése
Privigyétőltól 9 km-re északnyugatra fekszik.

## Története

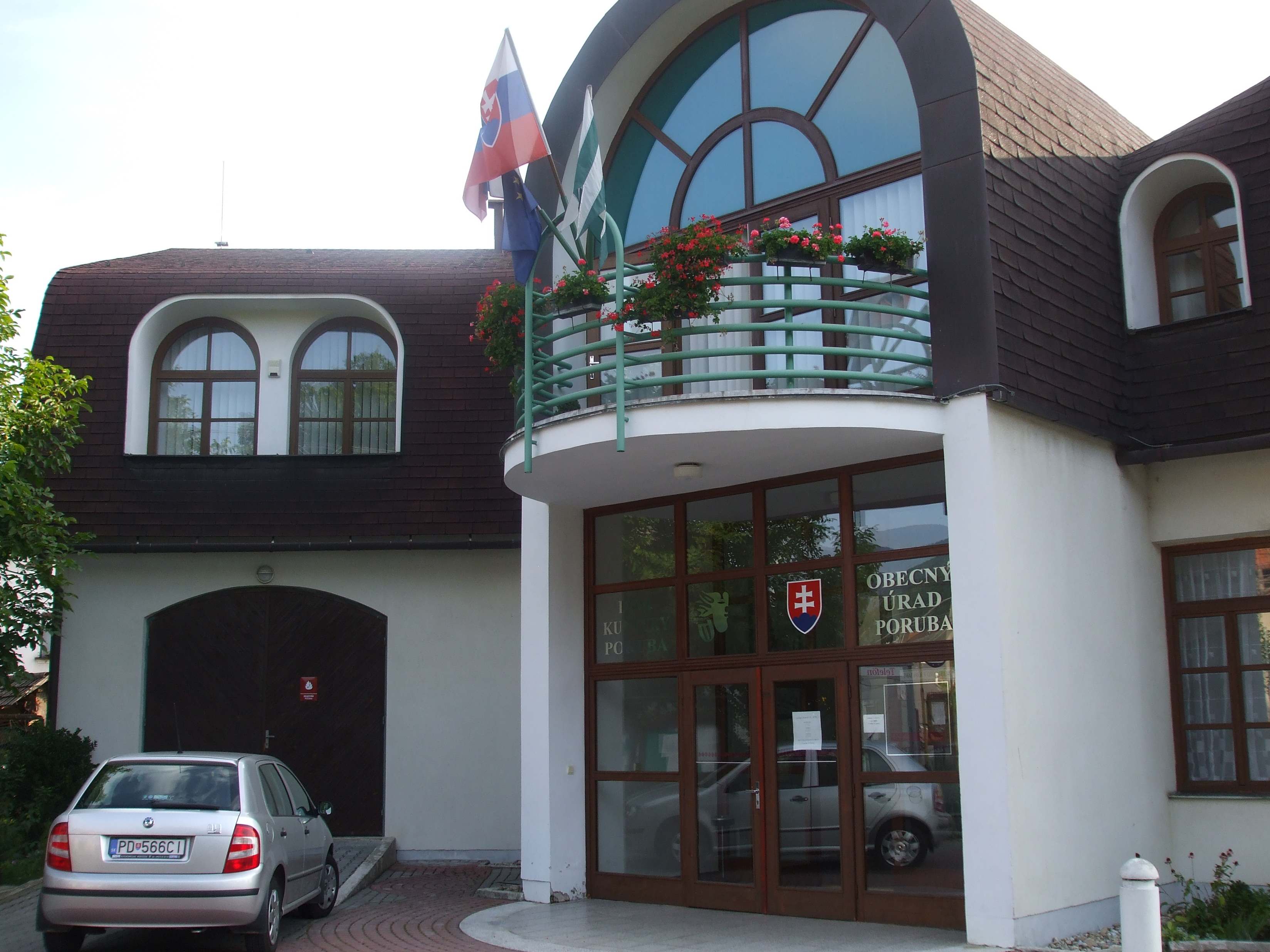
Községháza

1339-ben „Konchlin” néven említik először, azelőtt Csák Máté divéki uradalmához tartozott. 1430-ban már „Poruba” alakban szerepel a korabeli forrásokban. Bajmóc várának uradalmához tartozott. 1647-ben 186 lakosa volt. 1675-ben 44 házában 354 lakos élt. Kézművesei a nyitrai céhekhez tartoztak. 1715-ben 18 háza állt. 1787-ben 2 malma, 64 háza és 477 lakosa volt.
A 18. század végén Vályi András így ír róla: „PORUBA. Tót falu Nyitra Vármegyében, földes Ura Gróf Pálfy Uraság, lakosai katolikusok, fekszik Német Prónához fél mértföldnyire, határja ollyan, mint Konyánkáé, második osztálybéli.”
A 19. században birtokosa, a Pálffy család a bajmóci prépostságnak adta. 1828-ban 70 házában 489 lakos élt, akik mezőgazdasággal, erdei munkákkal, kézművességgel foglalkoztak.
Fényes Elek 1851-ben kiadott geográfiai szótárában így ír a faluról: „Poruba, tót falu, Nyitra vgyében, Lazán filial., 489 kath. lak. F. u. a bajmóczi prépost. Ut. p. Privigye.”
Borovszky Samu monográfiasorozatának Nyitra vármegyét tárgyaló része szerint: „Poruba, a Kis-Magura nyugoti lábánál, Német-Prónától délnyugotra fekvő tót falu, 581 r. kath. lakossal. Postája Nedozser, táviró- és vasúti állomása Privigye. Kath. temploma az Árpádházi királyok korában épült és régi kőfallal van körülvéve. Kegyura gr. Pálffy János. E község 1430-ban Bajmócz várának tartozéka volt.”
A trianoni diktátumig Nyitra vármegye Privigyei járásához tartozott.

## Népessége
| Év:            | 1994. | 2004.   | 2014.   | 2024.   |
| -------------- | ----- | ------- | ------- | ------- |
| Emberek száma: | 1258  | 1287    | 1294    | 1372    |
| Eltérés:       |       | +2,30 % | +0,54 % | +6,02 % |

| Év:            | 2023. | 2024.   |
| -------------- | ----- | ------- |
| Emberek száma: | 1363  | 1372    |
| Eltérés:       |       | +0,66 % |

1910-ben 810, túlnyomórészt szlovák anyanyelvű lakosa volt.
2001-ben 1291 lakosából 1265 szlovák volt.
2011-ben 1274 lakosából 1254 szlovák volt.
2021-ben 1376 lakosából 1340 (+4) szlovák, 3 (+2) magyar, 1 cigány, (+2) ruszin, 10 (+4) egyéb és 22 ismeretlen nemzetiségű volt.

## Nevezetességei
- Római katolikus temploma a 14. században épült gótikus stílusban, a 15. század elején átépítették. Márvány szószéke 1633-ban készült reneszánsz stílusban. Falfestményei a 15-16. században készültek. Gótikus szobrait 1500 körül készítették.